# كريس بارلو
كريس بارلو (بالإنجليزية: Chris Barlow)‏ هو راكب الكنو أمريكي، ولد في 12 ديسمبر 1961.

## وصلات خارجية
- كريس بارلو على موقع أوليمبيديا (الإنجليزية)